# Цзянсу Яньчэн
«Цзянсу Яньчэн» (кит. 江苏盐城鼎立足球俱乐部) — китайский футбольный клуб из провинции Цзянсу, город Яньчэн, выступающий в третьей по значимости китайской лиге. Домашней ареной клуба является стадион Олимпийский спортивный центр Дафэн вместимостью 10000 человек.

## История
Футбольный клуб «Цзянсу Яньчэн» был основан в январе 2016 года. Клуб решил купить первую команду «Фуцзянь Бронкос» и занять их место во второй лиге. В финальном матче плей-офф розыгрыша второй лиги 2018 года команда проиграла «Сычуань Лонгфор» со счётом 2—0 и не получила повышение в классе.

## Изменение названия
- 2016–н.в. Цзянсу Яньчэн (江苏盐城鼎立)

## Достижения
- На конец сезона 2018 года[3]

Достижения по сезонам
| Сезон    | 2016 | 2017 | 2018 |
| -------- | ---- | ---- | ---- |
| Дивизион | 3    | 3    | 3    |
| Место    | 18   | 13   | 4    |